# 차나키야니티
차나키야니티(산스크리트어: चाणक्यनीति, 기원전 4~3세기에 작성)는 차나키야가 쓴 격언의 모음집이다. 19세기에 그리스어로 처음 유럽에 번역되었다.